# Bleib bei mir (2009)
 Bleib bei mir ist ein deutscher Fernsehfilm des Regisseurs Dirk Regel aus dem Jahr 2009. Der Familienfilm lässt sich dem Genre Komödie zurechnen. Er basiert auf dem Roman Dritte Sonnenblume links von Christine Vogeley aus dem Jahr 2005. Die Hauptrollen sind besetzt mit Saskia Vester, Helmut Berger, Peter Sattmann und Anna Hausburg. Eva Pflug ist hier in ihrer letzten Rolle zu sehen.

## Handlung
Ein exzentrischer Schlagerstar, Harry Hansen, der nach dem Tod seines Lebens- und Gesangspartners deprimiert ist und alle Lebenskräfte schwinden sieht, stellt die arbeitslose Spitzenköchin Rosa Echte bei sich als Haushaltshilfe ein. Rosa hat einiges durchgemacht. Ihr Exfreund hat sie nicht nur um ihr Restaurant gebracht, sondern auch noch um ihr gesamtes Geld. Rosas Tochter Tanja, die noch zur Schule geht, ist nicht nur schwanger, sondern will auch die Schule ohne Abitur verlassen und hofft Karriere als Dichterin zu machen. Anastasia Arendt, eine liebe Freundin seit langer Zeit, die als Klofrau arbeitet, hilft den beiden und vermittelt auch während deren Streit, so dass Tanja, die zwischenzeitlich bei einer Schulfreundin wohnt, wieder nach Hause zurückkehrt.
Die Anstellung von Rosa im Hause Hansen passt allen Beteiligten gut. Harrys Freund und Nachbar Nicolaus, ein Schönheitschirurg, lässt seinen Charme bei Rosa spielen. Nach mehreren unbeantworteten Anrufen von Vivien, der Zwillingsschwester des verstorbenen Lebensgefährten von Harry, kommt es zu einem Telefongespräch, das damit endet, dass Harry die Frau, die in Neuseeland lebt, einlädt. Rosa begegnet der undurchsichtigen Dame erst einmal mit Vorsicht, wird aber zunehmend misstrauisch und versucht, gegen den wachsenden Einfluss Viviens etwas zu unternehmen. Sie hat ein ungutes Gefühl bei der Geschichte, die Vivien über ihre angeblich kranke Tochter erzählt, die dringend eine teure Operation benötige. Sie ist sich sicher, dass irgendetwas nicht stimmt. Da Nicolaus auf ihrer Seite ist, beschließen beide, der Sache auf den Grund zu gehen.
Zuvor hatte Vivien Harry jedoch dazu gebracht, Rosa zu kündigen. Vivien sah ihre Pläne durch Rosas Misstrauen gefährdet und ließ Harry glauben, Rosa hätte es auf sein Geld abgesehen. Nachforschungen von Nicolaus ergeben, dass es sich bei der Frau, die sich als Vivien ausgibt, um Barbara Kunze, eine ehemalige Angestellte der echten Vivien handelt. Die bereits von Hansen für die angebliche Operation überwiesenen 250.000 Euro kann das Trio unter Mithilfe von Rosas Tochter Tanja zurückholen. Wutentbrannt darüber, dass ihr Plan nicht funktioniert hat und sie das Geld zurück überweisen musste, rauscht Barbara Kunze von dannen.
Harry Hansen, der seinen Lebensmut vor allem dank Rosa wieder zurückgewonnen hat, bedankt sich bei ihr mit den Worten, dass sie die einzige Frau sei, bei der es ihm leid tue, dass sie kein Mann ist. Nicolaus protestiert sogleich, dass er da ganz anderer Meinung sei. Alle stoßen auf die verstorbene Anastasia an. Nicolaus bittet Rosa, ihn zu heiraten.

## Produktion, Veröffentlichung
Der von der Filmproduktionsfirma Müller & Seelig erstellte Familienfilm lässt sich dem Genre Komödie zurechnen. Für die Szenenbilder war Alexander Scherer zuständig.
Die Erstausstrahlung des Films im Programm Das Erste erfolgte am 29. Mai 2009.

## Kritik
TV Spielfilm sinnierte: „Wohlfühlfilmchen mit Eva Pflug (‚Raumpatrouille‘) als Klofrau in ihrer letzten Rolle“ und zog das Fazit: „Okay, wir bleiben 90 Minuten …“
Bei kino.de war zu lesen: „Den Allerweltstitel hat der Film nicht verdient: Die Geschichte ist bei weitem nicht so einfallslos, wie ‚Bleib bei mir‘ vermuten lässt.“ Zu Peter Sattmann hieß es, er habe „sichtlich Vergnügen an der schlichten, aber schönen Rolle des verliebten Nachbarn. Nicht minder sehenswert [seien] die gemeinsamen Szenen von Rosa und ihrer schwangeren minderjährigen Tochter; die junge Anna Hausburg [halte] problemlos das Niveau ihrer ungleich erfahreneren Kolleginnen und Kollegen und [empfehle] sich erneut und mit Nachdruck für höhere Aufgaben“.
Das Erste war der Ansicht, Regisseur Dirk Regel habe eine „temporeiche Gesellschaftskomödie inszeniert mit originelle[n] Charaktere[n], pointierte[n] Dialogen und eine[r] einfallsreichen Story“.
Für das Lexikon des internationalen Films stellte sich der Film als „humorvoller (Fernseh-)Familienfilm mit einer Ansammlung unkonventioneller, nicht mehr ganz junger Protagonisten“ dar.